# کیلیان کلمبیا
کیلیان کلمبیا (انگلیسی: Killian Colombie؛ زادهٔ ۲ نوامبر ۱۹۹۵) بازیکن فوتبال است.
از باشگاه‌هایی که در آن بازی کرده‌است می‌توان به باشگاه فوتبال پاری سن ژرمن اشاره کرد.